# Internationale Luchthaven Miami
De Internationale Luchthaven Miami (Engels: Miami International Airport) is de internationale luchthaven van Miami. De luchthaven is een hub voor American Airlines en meerdere vrachtluchtvaartmaatschappijen. Ook is het een belangrijke basis voor Avianca, Frontier Airlines en de LATAM Airlines Group. Het vliegveld is dan ook een belangrijke luchthaven voor vliegverbindingen met de Caraïben en Latijns-Amerika.

## Geschiedenis
In juni 1928 kocht Pan American Airways ongeveer 47 hectaren grond om een private internationale luchthaven te bouwen in Miami. Vanaf hier begon de luchtvaartmaatschappij op 15 september 1928 met het vervoeren van luchtpost naar Havana op Cuba. Op 9 januari 1929 werd de luchthaven officieel geopend als Pan American Airport. Hierbij waren honderden omwonenden en beroemdheden aanwezig, waaronder vliegeniers Amelia Earhart en Charles Lindbergh. Vanaf de jaren 30 werd er ook plek op de luchthaven geleased aan Eastern Air Lines, waarmee de luchthaven verder groeide.
Na de Tweede Wereldoorlog groeide de luchtvaart flink in de Verenigde Staten en was de Internationale Luchthaven Miami een belangrijke basis voor Pan Am, Eastern Air Lines, National Airlines en Delta Air Lines. Er werd dan ook begonnen met een grote renovatie en uitbreiding. De ‘nieuwe’ luchthaven werd op 1 februari 1959 officieel geopend en werd een van de modernste luchthavens van de Verenigde Staten. In 1961 werd een nieuw gedeelte geopend met passagiersbruggen. In 1965 werden nog vijf gedeeltes gerenoveerd en werden passagiersbruggen gebouwd. In 1970 begonnen trans-Atlantische vluchten vanaf de Internationale Luchthaven Miami. Onder andere Air Florida, die een hub had op de luchthaven, bood vluchten aan naar Londen.
In 1975 verplaatste Eastern Air Lines haar hoofdkwartier naar de luchthaven, nadat Frank Borman de leiding kreeg. Daarmee werd het een van de belangrijkste werkgevers in het stedelijk gebied van Miami.
In augustus 1988 vestigde American Airlines zich op de luchthaven, nadat Eastern Air Lines in financieel zwaar weer verkeerde en andere luchthavens niet geschikt bleken voor American. Eastern Air Lines verkocht een aantal routes naar Latijns-Amerika aan American Airlines, waarna de maatschappij nooit meer vertrokken is. Anno 2025 is de luchthaven een belangrijke hub voor de maatschappij en haar belangrijkste vrachtbasis.
In de jaren 90 werd begonnen met de ontwikkeling van een nieuwe terminal die na veel vertraging pas in 2011 helemaal operationeel was. De terminal kreeg onder andere een Skytrain en een vleugel voor American Eagle. In 2012 werd ook de metro van Miami verbonden met de luchthaven.
In 2024 maakten bijna 56 miljoen passagiers gebruik van de luchthaven en werd drie miljoen ton vracht afgehandeld. De Internationale Luchthaven Miami was in dat jaar tevens de drukste luchthaven voor internationale vrachtvluchten en de een na drukste luchthaven voor internationale passagiersvluchten in de Verenigde Staten. Op 4 januari 2025 handelde de luchthaven voor het eerst meer dan 200000 passagiers af op één dag.

## Luchtvaartmaatschappijen en bestemmingen

### Passagiers
Vanaf de Internationale Luchthaven Miami kan worden gevlogen naar de volgende bestemmingen met de volgende luchtvaartmaatschappijen (juli 2025):
| Luchtvaartmaatschappij     | Bestemmingen |
| -------------------------- | --- |
| Aer Lingus                 | Seizoensgebonden: Dublin |
| Aerolíneas Argentinas      | Buenos Aires |
| Aeroméxico                 | Cancún, Mexico-Stad Seizoensgebonden: Guadalajara, Monterrey |
| Air Canada                 | Vancouver |
| Air Canada Rouge           | Montréal, Toronto |
| Air Europa                 | Madrid |
| Air France                 | Parijs, Point-à-Pitre |
| Alaska Airlines            | Seattle Seizoensgebonden: Portland |
| American Airlines          | Atlanta, Austin, Baltimore, Barcelona, Barranquilla, Basseterre, Belize City, Bogotá, Boston, Buenos Aires, Cali, Camagüey, Cancún, Cartagena, Charlotte, Charlotte Amalie, Chicago, Christ Church, Christiansted, Cleveland, Comayagua, Dallas, Denver, Detroit, Fort-de-France, George Town, Georgetown, Guatemala-Stad, Guayaquil, Hamilton, Hartford, Havana, Holguín, Houston, Indianapolis, Jacksonville, Kansas City, Kingston, Kingstown, Kralendijk, Las Vegas, Liberia, Lima, Londen, Los Angeles, Madrid, Managua, Medellín, Memphis, Mérida, Mexico-Stad, Minneapolis, Montego Bay, Montréal, Nashville, Nassau, Newark, New Orleans, New York—JFK, New York—LGA, Norfolk, Oranjestad, Orlando, Panama-Stad, Philadelphia, Pittsburg, Philipsburg, Phoenix, Pointe-à-Pitre, Portland, Port of Spain, Providenciales, Puerto Plata, Punta Cana, Quito, Raleigh-Durham, Richmond, Rio de Janeiro, Roatán, Sacramento, San Antonio, San Diego, San Francisco, San José, San Juan, San Pedro Sula, San Salvador, Santa Clara, Santiago, Santiago de Cuba, Santiago de los Caballeros, Santo Domingo, São Paulo, Seattle, St. George's, St. John's, St. Louis, Tampa, Toronto, Tulum, Varadero, Vieux Fort, Washington D.C., Willemstad Seizoensgebonden: Asheville, Charleston, Cincinnati, Eagle, Grand Rapids, La Romana, Louisville, Milwaukee, Montevideo, Omaha, Parijs, Rome, Salt Lake City |
| American Eagle             | Atlanta, Austin, Bentonville, Birmingham, Charleston, Cincinnati, Cleveland, Columbus, Cozumel, Detroit, Freeport, Gainesville, Governor’s Harbour, Greensboro, Greenville, Houston, Indianapolis, Jacksonville, Key West, Knoxville, Marigot, Marsh Harbour, Milwaukee, Monterrey, Nashville, New Orleans, North Eleuthera, Ocho Rios, Oklahoma City, Pensacola, Pittsburg, Raleigh-Durham, Road Town, San Antonio, Sarasota (hervat 2 november 2025), Savannah, South Caicos, St. Louis, Tallahassee, The Valley, Tulsa, Wilmington Seizoensgebonden: Albany, Asheville, Baltimore, Buffalo, Cedar Rapids, Chattanooga, Columbia, Des Moines, Huntsville, Kansas City, Lexington, Little Rock, Louisville, Madison, Norfolk, Richmond, Springfield, Syracuse, Tampa, White Plains, Wichita |
| Arajet                     | Punta Cana, Santo Domingo |
| Avelo Airlines             | Seizoensgebonden: Wilmington |
| Avianca                    | Barranquilla, Bogotá, Cali, Cartagena, Medellín |
| Avianca Costa Rica         | Guatemala-Stad, San José |
| Avianca Ecuador            | Guayaquil (vanaf 29 oktober 2025) |
| Avianca El Salvador        | Managua, San Salvador |
| Bahamasair                 | Nassau, San Salvador |
| Boliviana de Aviación      | Santa Cruz de la Sierra |
| British Airways            | Londen |
| Caribbean Airlines         | Christ Church, Georgetown, Port of Spain |
| Cayman Airways             | Cayman Brac, George Town |
| Condor                     | Frankfurt |
| Copa Airlines              | Panama-Stad |
| Delta Air Lines            | Atlanta, Boston, Detroit, Havana, Los Angeles, Minneapolis, New York—JFK, New York—LGA, Raleigh-Durham, Salt Lake City, Seattle, Washington D.C. |
| Delta Connection           | Orlando (eindigt 25 oktober 2025) |
| El Al                      | Tel Aviv |
| Emirates                   | Bogotá, Dubai |
| Finnair                    | Seizoensgebonden: Helsinki |
| French Bee                 | Parijs |
| Frontier Airlines          | Aguadilla, Atlanta, Austin, Baltimore, Boston, Charlotte, Chicago, Cincinnati, Dallas, Denver, Guatemala-Stad, Hartford, Houston, New York—JFK, New York—LGA, Philadelphia, Raleigh-Durham, San Juan, Washington D.C. Seizoensgebonden: Cleveland, Punta Cana, Santo Domingo |
| GOL                        | Belém, Brasília, Fortaleza Seizoensgebonden: Manaus |
| Havana Air                 | Havana, Holguín, Santa Clara |
| Iberia                     | Madrid |
| Icelandair                 | Keflavík (vanaf 26 oktober 2025) |
| ITA Airways                | Rome |
| JetBlue                    | Boston (eindigt 2 september 2025) |
| KLM                        | Seizoensgebonden: Amsterdam |
| LATAM Airlines Brasil      | Fortaleza, São Paulo |
| LATAM Airlines Chile       | Bogotá, Buenos Aires (vanaf 1 december 2025), Cancún, Punta Cana, Santiago |
| LATAM Airlines Colombia    | Bogotá |
| LATAM Airlines Ecuador     | Quito |
| LATAM Airlines Perú        | Lima |
| LEVEL                      | Barcelona |
| LOT Polish Airlines        | Warschau |
| Lufthansa                  | Frankfurt Seizoensgebonden: München |
| Norse Atlantic Airways     | Londen |
| Porter Airlines            | Seizoensgebonden: Toronto |
| Qatar Airways              | Doha |
| RED Air                    | La Romana |
| Royal Air Maroc            | Casablanca |
| SAS                        | Seizoensgebonden: Kopenhagen, Stockholm |
| Sky Airline Perú           | Lima |
| Sky High Aviation Services | Havana, Santa Clara, Santo Domingo |
| Southwest Airlines         | Atlanta, Austin, Baltimore, Chicago, Dallas, Denver, Houston, Nashville, Orlando (vanaf 5 augustus 2025), St. Louis Seizoensgebonden: Columbus, Indianapolis, Islip, Kansas City, Pittsburg |
| Spirit Airlines            | Baltimore, Charlotte, Chicago, Dallas, Houston, Las Vegas, Minneapolis, Nashville, Newark, New Orleans, New York, Philadelphia, San Juan Seizoensgebonden: Atlantic City (vanaf 13 augustus 2025), San Antonio |
| Sun Country Airlines       | Seizoensgebonden: Minneapolis |
| Sunrise Airways            | Cap-Haïtien |
| SLM                        | Georgetown, Paramaribo Seizoensgebonden: Willemstad |
| SWISS                      | Zürich |
| TAP Air Portugal           | Lissabon |
| Turkish Airlines           | Istanbul |
| United Airlines            | Chicago, Denver, Houston, Newark, San Francisco, Washington D.C. |
| Virgin Atlantic            | Londen |
| Viva                       | Mérida, Mexico-Stad (vanaf 21 november 2025), Monterrey |
| Volaris                    | Guadalajara, Mexico-Stad |
| Volaris Costa Rica         | San José |
| Volaris El Salvador        | San José, San Pedro Sula, San Salvador |
| World Atlantic Airlines    | Camagüey, Havana, Holguín, Santa Clara, Santiago de Cuba, Varadero |

### Vracht
Daarnaast heeft de luchthaven vrachtverbindingen met de volgende luchthavens:
| Luchtvaartmaatschappij        | Bestemmingen |
| ----------------------------- | --- |
| 21 Air                        | Cincinnati, Orlando |
| ABX Air                       | Bogotá, Cincinnati, Orlando, Panama-Stad, San José, San Juan |
| AerCaribe                     | Bogotá |
| Aerolíneas Argentinas Cargo   | Lima |
| AeroUnion                     | Bogotá, Guatemala-Stad, Los Angeles, Mérida, Mexico-Stad, San José, San Pedro Sula |
| Air Canada Cargo              | Bogotá, Lima, Quito, Toronto |
| Air Transport International   | Cincinnati, Louisville, San Juan |
| Aloha Air Cargo               | Basseterre, Kingston, Lima, Port of Spain, San Juan, Santo Domingo |
| Amazon Air                    | Austin, Baltimore, Cincinnati, Fort Worth, San Juan |
| Amerijet International        | Basseterre, Belize City, Bogotá, Brussel, Christ Church, Georgetown, Kingston, Kingstown, Louisville, Managua, Mexico-Stad, Mobile, Ontario, Panama-Stad, Paramaribo, Philipsburg, Port-au-Prince, Port of Spain, San Antonio, San Juan, San Pedro Sula, San Salvador, Santiago de los Caballeros, Santo Domingo, St. George's, St. John's, Vieux Fort, Willemstad Seizoensgebonden: Memphis |
| Atlas Air                     | Amsterdam, Anchorage, Austin, Baltimore, Bogotá, Buenos Aires, Campinas, Chicago, Cincinnati, Fort Lauderdale, Fort Worth, Honolulu, Houston, Huntsville, Lima, Los Angeles, Luik, Manaus, Medellín, Mexico-Stad, New York, Quito, Rio de Janeiro, San Juan, Santiago, São Paulo, Tampa, Zaragoza                                                                                            |
| Avianca Cargo                 | Asuncion, Barranquilla, Bogotá, Cali, Campinas, Ciudad del Este, Curitiba, Florianópolis, Guatemala-Stad, Guayaquil, Los Angeles, Manaus, Medellín, Mexico-Stad, Monterrey, Montevideo, Panama-Stad, Quito, San José, San Pedro Sula, San Salvador, Santiago, Santo Domingo |
| Cargojet                      | Bogotá, Buenos Aires, Cincinnati, Guatemala-Stad, Hamilton, Lima, Orlando, Panama-Stad, Quito, San José, San Pedro Sula, Santiago, Santo Domingo |
| Cargolux                      | Amsterdam, Anchorage, Chicago, Dallas, Houston, Luxemburg-Stad, Quito, San Juan |
| Cargolux Italia               | Luxemburg-Stad |
| Cathay Pacific Cargo          | Anchorage, Atlanta, Dallas, Houston |
| China Airlines Cargo          | Anchorage, Houston, Los Angeles, San Francisco, Seattle |
| DHL Aero Expreso              | Bogotá, Buenos Aires, Campinas, Guatemala-Stad, Panama-Stad, San José, Santiago |
| Emirates SkyCargo             | Chicago, Quito |
| Estafeta                      | Cancún, Mérida |
| Ethiopian Cargo               | Bogotá, Luik, Santiago |
| FedEx Express                 | Atlanta, Bogotá, Buenos Aires, Fort Lauderdale, Guatemala-Stad, Indianapolis, Los Angeles, Medellín, Memphis, Newark, Quito, San Juan, San Pedro Sula |
| FedEx Feeder                  | Aguadilla, Charleston, Freeport, George Town, Kingston, Mérida, Nassau, San Pedro Sula, San Salvador |
| IBC Airways                   | Cienfuegos, Fort Myers, Freeport, George Town, Havana, Montego Bay, Nassau, Providenciales, Santa Clara |
| Kalitta Air                   | Anchorage, Cincinnati, Seattle |
| KLM Cargo                     | Amsterdam, Bogotá |
| Korean Air Cargo              | Anchorage, Campinas, New York |
| LATAM Cargo Brasil            | Asuncion, Bogotá, Cabo Frio,Campinas, Ciudad del Este, Curitiba, Manaus, Medellín, Quito, Recife, São José dos Campos, Vitória |
| LATAM Cargo Chile             | Bogotá, Guatemala-Stad, Medellín, Mexico-Stad, Montevideo, Quito, San José, Santiago |
| LATAM Cargo Colombia          | Amsterdam, Antofagasta, Barranquilla, Bogotá, Brasília, Brussel, Buenos Aires, Campinas, Ciudad del Este, Curitiba, Georgetown, Guatemala-Stad, Guayaquil, Huntsville, Lima, Los Angeles, Manaus, Medellín, Mexico-Stad, Montevideo, New York, Panama-Stad, Quito, San José, San Pedro Sula, Santiago, Santo Domingo, São José dos Campos, Zaragoza                                          |
| Northern Air Cargo            | Christ Church, Georgetown, Kingston, Lima, Paramaribo, Port of Spain, San Juan, Santo Domingo |
| Polar Air Cargo               | Anchorage, Cincinnati |
| Qatar Cargo                   | Amsterdam, Bogotá, Chicago, Doha |
| Skybus Jet Cargo              | Lima, Port-au-Prince, Santo Domingo |
| Sky High Cargo                | Camagüey, Havana, Santa Clara, Santiago de Cuba, Santo Domingo, Varadero |
| Sky Lease Cargo               | Anchorage, Bogotá, Georgetown, Louisville |
| Top Flight Aero-Services      | Cap-Haïtien, Nassau |
| Transportes Aéreos Bolivianos | Cochabamba, La Paz, Santa Cruz de la Sierra |
| Turkish Cargo                 | Bogotá, Istanbul, Luik, Maastricht, Mexico-Stad, Quito, São Paulo |
| UPS Airlines                  | Bogotá, Campinas, Columbia, Dallas, Fort Lauderdale, Fort Myers, Guatemala-Stad, Jacksonville, Louisville, Managua, Ontario, Orlando, Panama-Stad, Peoria, Philadelphia, Quito, Raleigh-Durham, Rockford, San José, Santo Domingo, West Palm Beach Seizoensgebonden: Tampa |
| Western Global Airlines       | Bogotá |
| XCargo                        | Chicago, Havana, Kingston, San Juan, Santa Clara |

## Statistieken

### Drukste bestemmingen
Drukste binnenlandse bestemmingen
| Positie | Stad                                 | Passagiers | Luchtvaartmaatschappijen                     |
| ------- | ------------------------------------ | ---------- | -------------------------------------------- |
| 1       | Atlanta, Georgia                     | 1.030.210  | American, Delta, Frontier, Southwest, Spirit |
| 2       | New York–LGA, New York               | 878.480    | American, Delta, Frontier, Spirit            |
| 3       | New York–JFK, New York               | 829.610    | American, Delta, JetBlue                     |
| 4       | Dallas–DFW, Texas                    | 808.000    | American, Frontier, Spirit                   |
| 5       | Chicago–ORD, Illinois                | 648.080    | American, Spirit, United                     |
| 6       | Newark, New Jersey                   | 627.700    | American, Frontier, JetBlue                  |
| 7       | Los Angeles, Californië              | 611.060    | American, Delta, JetBlue                     |
| 8       | Charlotte, North Carolina            | 574.400    | American, Spirit                             |
| 9       | Boston, Massachusetts                | 556.730    | American, Delta, Frontier, JetBlue, Spirit   |
| 10      | Washington D.C.–DCA, Washington D.C. | 539.800    | American, Delta                              |

Drukste internationale bestemmingen
| Positie | Stad                            | Passagiers | Luchtvaartmaatschappijen                   |
| ------- | ------------------------------- | ---------- | ------------------------------------------ |
| 1       | Londen–LHR, Verenigd Koninkrijk | 976.245    | American, British Airways, Virgin Atlantic |
| 2       | Bogotá, Colombia                | 926.465    | American, Avianca, LATAM                   |
| 3       | Panama-Stad, Panama             | 866.771    | American, Copa Airlines                    |
| 4       | Mexico-Stad, Mexico             | 818.337    | Aeroméxico, American, Volaris              |
| 5       | São Paulo, Brazilië             | 776.744    | American, LATAM Brasil                     |
| 6       | Lima, Peru                      | 773.377    | American, LATAM Perú, Sky Airline Peru     |
| 7       | Madrid, Spanje                  | 732.582    | Air Europa, American, Iberia               |
| 8       | Havana, Cuba                    | 603.949    | American, Delta                            |
| 9       | Buenos Aires, Argentinië        | 575.207    | Aerolíneas Argentinas, American            |
| 10      | Cancún, Mexico                  | 557.331    | American, Frontier                         |

### Marktaandeel luchtvaartmaatschappijen
Het marktaandeel van luchtvaartmaatschappijen op de luchthaven is als volgt verdeeld:
| Positie | Luchtvaartmaatschappij | Passagiers | Marktaandeel |
| ------- | ---------------------- | ---------- | ------------ |
| 1       | American Airlines      | 17.541.000 | 58,87%       |
| 2       | Delta Air Lines        | 3.409.000  | 11,44%       |
| 3       | Spirit Airlines        | 1.818.000  | 6,10%        |
| 4       | United Airlines        | 1.810.000  | 6,07%        |
| 5       | Envoy Air              | 1.687.000  | 5,66%        |
| 6       | Overig                 | 3.533.000  | 11,86%       |

### Passagiersaantallen
| Jaar | Passagiers | Jaar | Passagiers | Jaar | Passagiers |
| ---- | ---------- | ---- | ---------- | ---- | ---------- |
| 2000 | 33.621.273 | 2010 | 35.698.025 | 2020 | 18.663.858 |
| 2001 | 31.668.450 | 2011 | 38.314.389 | 2021 | 37.302.456 |
| 2002 | 30.060.241 | 2012 | 39.467.444 | 2022 | 50.684.396 |
| 2003 | 29.595.618 | 2013 | 40.562.948 | 2023 | 52.340.934 |
| 2004 | 30.165.197 | 2014 | 40.941.879 | 2024 | 55.926.566 |
| 2005 | 31.008.453 | 2015 | 44.350.247 |      |            |
| 2006 | 32.553.974 | 2016 | 44.584.603 |      |            |
| 2007 | 33.740.416 | 2017 | 44.071.313 |      |            |
| 2008 | 34.063.531 | 2018 | 45.044.312 |      |            |
| 2009 | 33.886.025 | 2019 | 45.924.466 |      |            |

## Incidenten en ongevallen
- Op 22 januari 1952 stortte een Lockheed Model 18 Lodestar van Aerodex neer na het opstijgen voor een testvlucht.[25] De vijf inzittenden kwamen om.
- Op 4 augustus 1952 stortte een Curtiss C-46 Commando neer tijdens de nadering, de vier inzittenden kwamen om het leven.[26]
- Op 25 maart 1958 stortte een Douglas DC-7 van Braniff International Airways vijf kilometer ten noordwesten van de luchthaven neer.[27] Het toestel wilde terugkeren naar de luchthaven vanwege een motorbrand. Negen van de 24 betrokkenen kwamen om.
- Op 2 oktober 1959 landde een gekaapte Vickers Viscount van Cubana de Aviación op de luchthaven. Het toestel was onderweg van Havana naar Santiago de Cuba toen het werd gekaapt door drie mannen die naar de Verenigde Staten wilden.[28]
- Op 12 februari 1963 stortte Northwest Orient Airlines-vlucht 705 neer in de Everglades na het opstijgen uit Miami.[29] De Boeing 720 met 43 personen aan boord was onderweg naar Chicago.[30] Niemand overleefde de crash.
- Op 13 februari 1965 stortte een Curtiss C-46 Commando van Aerolíneas de El Salvador neer na motorproblemen.[31] De vrachtvlucht stortte neer vlak na het opstijgen en de twee inzittenden kwamen om.
- Op 5 maart 1965 stortte een  Lockheed Model 18 Lodestar van Fruehauf Inc. neer vlak na het opstijgen.[32] De twee inzittenden overleefden dit niet.
- Op 23 juni 1969 stortte een Aviation Traders Carvair van Dominicana de Aviación neer, nadat het terugkeerde vanwege een motorbrand.[33] Het toestel kwam op gebouwen terecht, waardoor zes mensen op de grond en de vier bemanningsleden omkwamen.[34]
- Op 14 april 1970 stortte een vrachtvlucht van Ecuatoriana de Aviación neer vlak na het opstijgen.[35] De twee inzittenden van de Douglas DC-7 kwamen hierbij om.
- Op 29 december 1972 stortte Eastern Airlines-vlucht 401 neer in de Everglades voor de landing.[36][37] 101 van de 176 inzittenden kwamen om het leven.[38]
- Op 21 juni 1973 stortte een Douglas DC-7 van Warnaco Inc. zes minuten na het opstijgen neer in de Everglades.[39] De drie inzittenden kwamen om.
- Op 27 september 1975 stortte een Canadair CL-44 van Aerotransportes Entre Rios neer, vanwege technische problemen.[40] Vier bemanningsleden en twee van de passagiers overleefden dit niet.
- Op 15 januari 1977 stortte een Douglas DC-3, met registratie N73KW van Air Sunshine, neer vlak na het opstijgen.[41] Het vliegtuig was onderweg naar Key West International Airport en alle betrokkenen overleefden het ongeval.
- Op 6 januari 1990 crashte een Lockheed JetStar tijdens het verlaten van de startbaan na een afgebroken takeoff.[42] Eén van de twee inzittenden kwam om, de ander raakte zwaargewond.
- Op 11 mei 1996 stortte ValuJet-vlucht 592 tien minuten na het opstijgen neer in de Everglades.[43] De McDonnell Douglas DC-9 was onderweg naar Hartsfield-Jackson Atlanta International Airport toen er brand uitbrak in het ruim.[44] Alle 110 inzittenden kwamen om.[45]
- Op 7 augustus 1997 stortte Fine Air-vlucht 101 neer direct na het opstijgen en kwam op een drukke weg terecht.[46] De vier inzittenden en een persoon op de grond kwamen om.[47]
- Op 15 september 2015 raakte Qatar Airways-vlucht 778 lichten nadat het te laat opsteeg vanaf startbaan 9.[48] De bemanning had dit niet door en kwam er na een vlucht van 13,5 uur achter dat er een gat van ongeveer 46 centimeter in het toestel zat.[49][50] De Boeing 777-300ER was niet op de juiste plek opgestegen, waardoor er onvoldoende baan over was.[51]
- Op 21 juni 2022 zakte het landingsgestel van RED Air-vlucht 203 in na de landing op de luchthaven.[52] De McDonnell Douglas MD-82 raakte zwaar beschadigd en vloog in brand.[53] Alle 140 inzittenden overleefden het ongeval, drie mensen liepen lichte verwondingen op.[54]
- Op 18 januari 2024 vloog een motor in brand van Atlas Air-vlucht 095 direct na het opstijgen.[55][56] De Boeing 747-87UF met registratie N859GT keerde terug en kon een veilige noodlanding maken.[57]